# Unterlangenried
Unterlangenried ist ein Ortsteil der Stadt Neunburg vorm Wald im Landkreis Schwandorf in Bayern.

## Geographie
Unterlangenried liegt circa vier Kilometer südöstlich von Neunburg vorm Wald an der Staatsstraße 2040, die Neunburg vorm Wald mit der B 85 in Wetterfeld verbindet.

## Geschichte
Am 23. März 1913 war Unterlangenried Teil der Pfarrei Seebarn, bestand aus einem Haus und zählte sieben Einwohner.
Am 31. Dezember 1990 hatte Unterlangenried neun Einwohner und gehörte zur Pfarrei Neunburg vorm Wald.